# 第一次上海事変
第一次上海事変（だいいちじシャンハイじへん）は、1932年（昭和7年）1月28日から3月3日にかけて、中華民国の上海共同租界周辺で起きた日中両軍の衝突である。中国語では「一・二八」事變と呼称される。この戦いで、日本側は第一次世界大戦の青島の戦い（戦死者273名、負傷者972名）を上回る戦死者約770名、負傷者2,300名以上という損害を出し、日露戦争以来の大激戦となった。

## 概要
当時の上海市には、列強の上海租界（日英米伊等の国際共同租界およびフランス租界）があり、辛亥革命以降の中原の動乱に影響されない中立地帯として居留民が多数居住していた。各国の駐留部隊が防備に当たり、共同租界の防衛委員会は、義勇軍、市参事会会長、警視総監の他に、租界設置国各軍の司令官によって構成されていた。日本も海軍陸戦隊1,000人を駐留させていた。
満洲事変の最中の1932年1月、日華両国の武力紛争が上海に飛び火して両軍の戦闘が発生。約2か月間の戦闘の末、英国の仲介により上海停戦協定が成立することとなった。

## 経緯

### 排日貨運動
1931年9月18日の満洲事変勃発後、満洲地域そのものは日ソ以外の列強の権益とは直接関係ない遠方であった。しかし22日、上海で開催された反日大会で「上海抗日救国連合会」が組織され、
1. 国民政府に対し、軍事動員して日本軍を駆逐し占領地を回復するよう要請する
2. 総工会及び失業者で救国義勇軍を組織する
3. 日本からの水害慰問品を返還する
4. 対日経済関係を絶つ。違反者があれば撲殺する

ことを決議し、日本資本の紡績工場で就労拒否が拡大し退職者が続出したのをきっかけに、上海付近の情勢は不穏になってゆく。9月24日に上海の荷役労働者3万5千人が、26日には郵便、水道、電気、紡績、皮革など約100の労働組合がストライキを敢行。租界には抗日ポスターが貼られ、学生や労働者による集会が頻繁に開催されて「打倒日本帝国主義」が叫ばれ、日本人通学児童への投石事件も相次ぎ、学校は授業短縮や休校を余儀なくされた。
さらに10月13日、上海抗日救国連合会は、
1. 日貨を買わず、売らず、運ばず、用いず
2. 原料及び一切の物品を日本人に供給せず
3. 日本船に乗らず、荷揚げせず、積荷せず
4. 日本銀行紙幣を受け取らず、取引せず
5. 日本人と共同せず、日本人に雇われず
6. 日本新聞に広告せず、中国紙に日貨の広告を載せず
7. 日本人と応対せず

以上の規定に違反する者は、
1. まず、反日救国会に懲戒委員会を設置する
2. 違反者の罪重き者は漢奸として極刑に処す
3. 懲戒は、貨物没収、財産没収、拘禁の上曝す、町を引き回す、漢奸服・三角帽の着用、罪名を記した布を胸に付ける

を決定し、日貨検査隊が組織され、日貨を扱った中国商人は容赦なく処罰された。
上海日本商工会議所は幣原喜重郎外相に抗議電報を送り、10月7日、重光葵公使は国民政府に抗議文を手交したが、排日貨運動は継続し日貨の輸入は激減した。在華紡ではストライキでしばしば操業が停止し、1931年末には在華紡の工場の約9割が閉鎖され、内外綿の工場と社宅が群衆に包囲され、海軍陸戦隊と工部局巡警が出動する事件も発生した。日本政府は、居留民に引き揚げを勧告し、婦女子など一時帰国者が増加した。日本商工会議所は幣原外相に抗議し、居留民団は日本人倶楽部や日本人学校でたびたび抗議大会を開催した。

### 租界における緊張の高まり
そして1932年になると、上海市郊外に、蔡廷鍇の率いる十九路軍の一部（第78師）が現れた。十九路軍は3個師団（第60師、第61師、第78師）からなり、兵力は3万人以上である。十九路軍は江西省での紅軍との戦闘で損耗し、再編成のために南京、鎮江、蘇州、常州、上海付近に駐留した。
日本は、防衛体制強化のため、上海に十数隻の艦隊を派遣した。また、「住民の生命や財産を守るため」として、虹口に隣接する中国領を必要に応じて占領する意図を明言していた。
共同租界の市参事会にとっては、日本軍の動きより市街の外に野営する十九路軍のほうが重要だった。十九路軍は5年前にあった上海クーデターにおける国民党軍を思い起こさせた。蔡廷鍇は、給与が支給されるまでは去らないと通告した。しかし、蔡廷鍇の目的は未払い給与の支払いだけではなく、繁栄を極めていた上海の街を手に入れようとしているというのが共同租界防衛委員会の全員の意見だった。

### 『民國日報』不敬記事事件 および 日本人僧侶襲撃事件

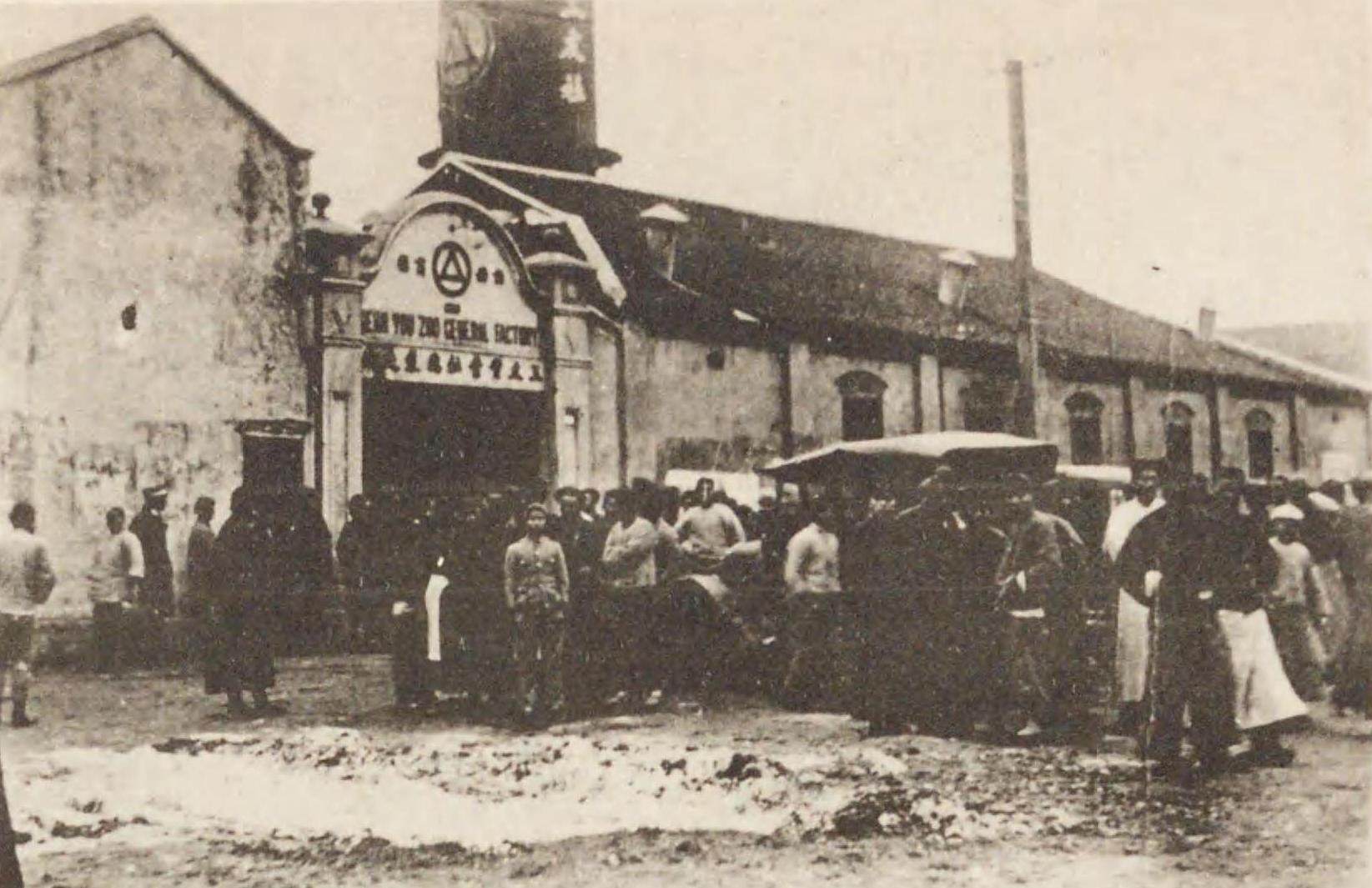
「昭和七年一月二十日日本人青年會々員三十名に襲撃された三友實業社」

1月8日、東京で朝鮮人李奉昌が天皇を暗殺しようとした桜田門事件が発生。これに対して翌9日、上海の国民党機関誌『民国日報』は「不幸にして僅かに副車を炸く」と報道した。日本人居留民は憤慨し、上海総領事村井倉松は記事について上海市長呉鉄城に抗議した。18日には、托鉢寒行で楊樹浦を回っていた日蓮宗系の日本山妙法寺上海布教主任天崎啓昇と水上秀雄の僧侶2名と信徒3名（後藤芳平、黒岩浅次郎、藤村国吉）の計5名の日本人が三友實業社タオル工場附近の馬玉山路で50-60名の中国人により襲撃され、水上が租界内の外国人経営病院に収容された後24日に死亡、天崎は全治6カ月、後藤は全治1年の重傷を負った。日本の外務省調書によると、300人以上が襲撃に参加したという。18日、村井倉松上海総領事から呉鉄城上海市長に対し謝罪要求などがなされた

### 三友實業社襲撃事件

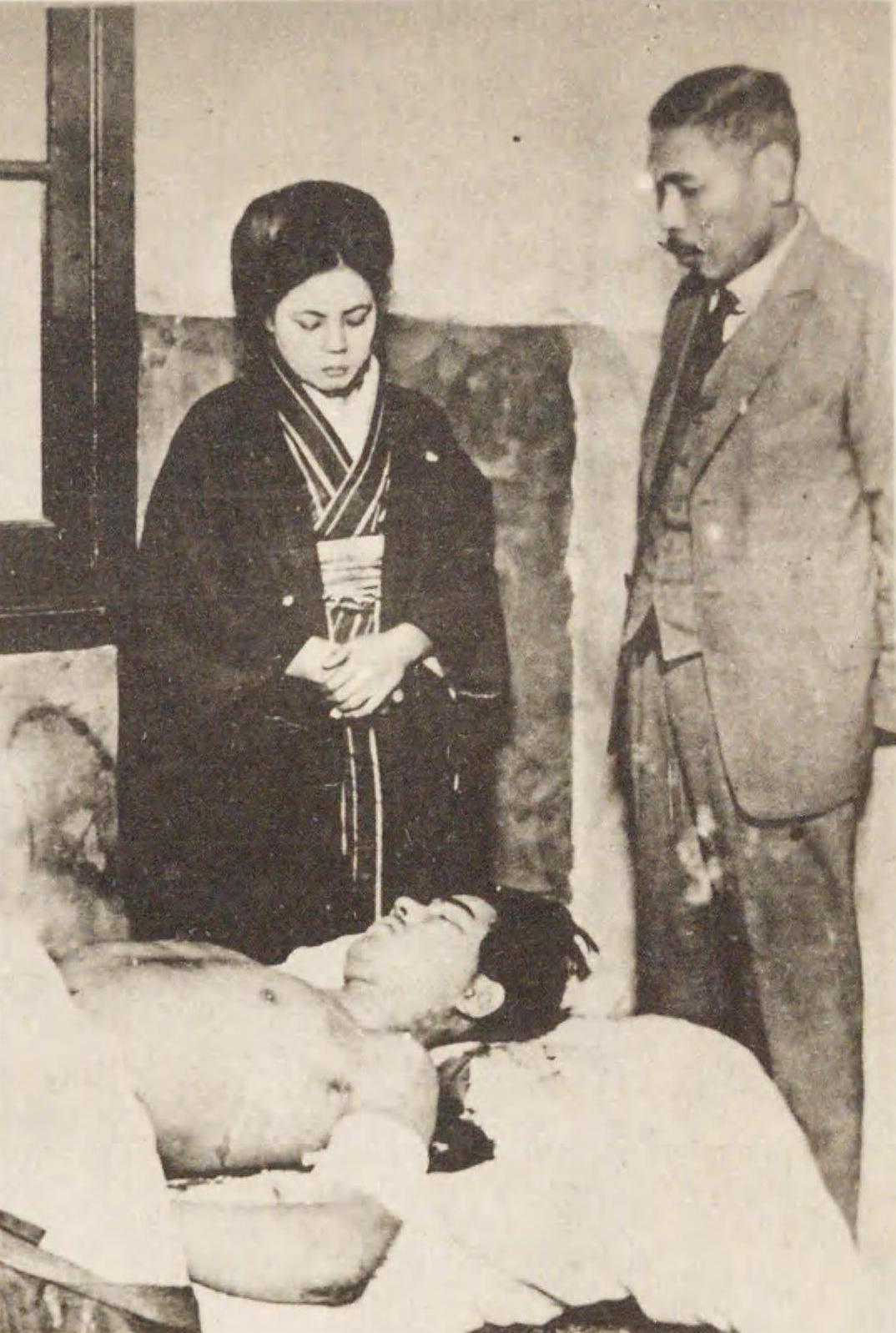
「三友社事件の遭難者簗瀬松十郎」

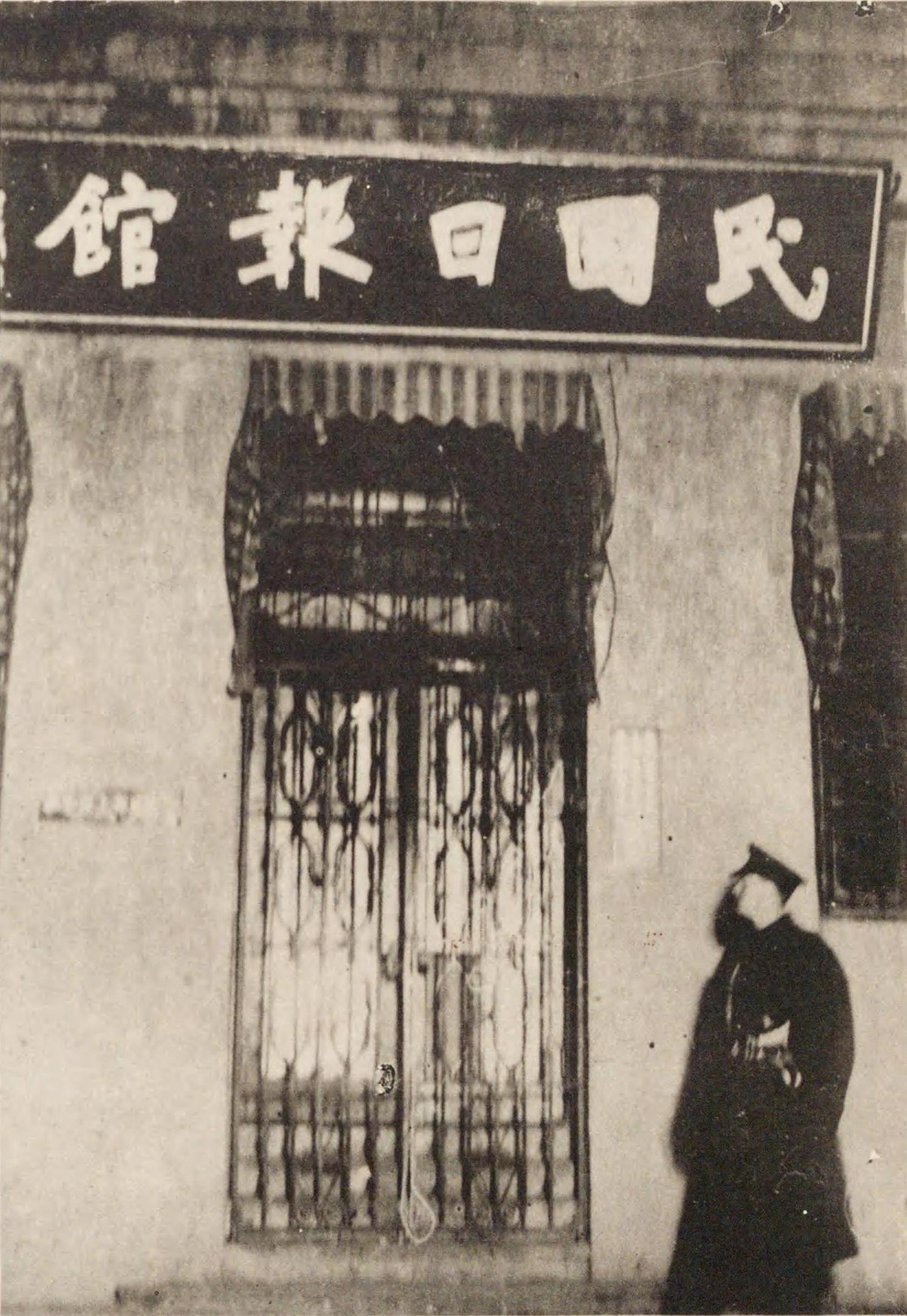
「不敬事件により閉鎖されたる民國日報館」

1月19日から20日にかけての深夜、僧侶たちを殴打した職工たちの会社であり、抗日運動の拠点として知られていた三友實業社タオル工場の物置小屋に、日本青年同志会の32人が放火し、その帰路、1月20日未明、東華紡績付近で共同租界工部局警察の中国人巡警2名の誰何を受けると、巡警2名を威嚇して交番まで追跡し、臨青路付近で応援の中国人巡警2名と乱闘になった。青年同志会の柳瀬松十郎が射殺され、北辻卓爾と森正信が重傷、一方の巡警は1名が斬殺され、1名が重傷を負った。
20日、『民國日報』は、三友実業社タオル工場襲撃を日本海軍陸戦隊が支援したという根拠の無い報道をした。第一遣外艦隊司令官塩沢幸一少将と『民國日報』との間の論争で、工部局は「1月9日の民国日報の不敬記事及同月18日の日蓮宗僧侶等に対する抗日会の暴行事件に付いても、工部局は、民国日報の閉鎖、抗日会の解散を決議」し、26日に『民国日報』は、会社の自発的閉鎖を決定した。同日午後、日本人居留民は、日本人倶楽部で大会を開き、日本人僧侶襲撃と新聞報道に対する憤りを表明し、大会参加者の約半数が日本総領事館と海軍陸戦隊司令部に行進した。
21日、村井総領事は呉市長に対し僧侶殺害に関し、1. 市長による公式謝罪、2. 襲撃者の逮捕と処罰、3. 負傷者と死亡した僧侶の家族に対する治療費の保障と賠償、4. 全ての反日組織の即時解散、の四項目を要求した。1月22日、日本は巡洋艦2隻、空母1隻、駆逐艦12隻、925名の陸戦隊員を上海に派遣して、村井総領事と呉市長の交渉を有利にすすめようとした。
27日、呉市長は最初の3項目を受諾したが、第四項に関しては政府と相談するため30日までの公式回答の猶予を要請した。村井総領事は、海軍に押され、28日午後6時までに満足のいく回答が得られない場合、必要と考えられる手段を行使する、と通告した。
26日には中国当局が戒厳令を布告。27日、日本を含む列国は協議を行い、共同租界内を列国で分担して警備することを決めた。28日、上海市参事会の非常事態宣言（戒厳令）がされ、列国の軍隊は1月28日午後5時より各自の担当警備区域に着いた。日本軍は、最も利害関係のある北四川路及び虹江方面の警備に当ることとなった。当時の日本の兵力は「我陸戦隊は当時1,000人に過ぎざりしを以て、9時半頃更に軍艦より1,700名を上陸せしめ、合計2,700名」という状況であった。

## 軍事衝突

### 最初の軍事衝突

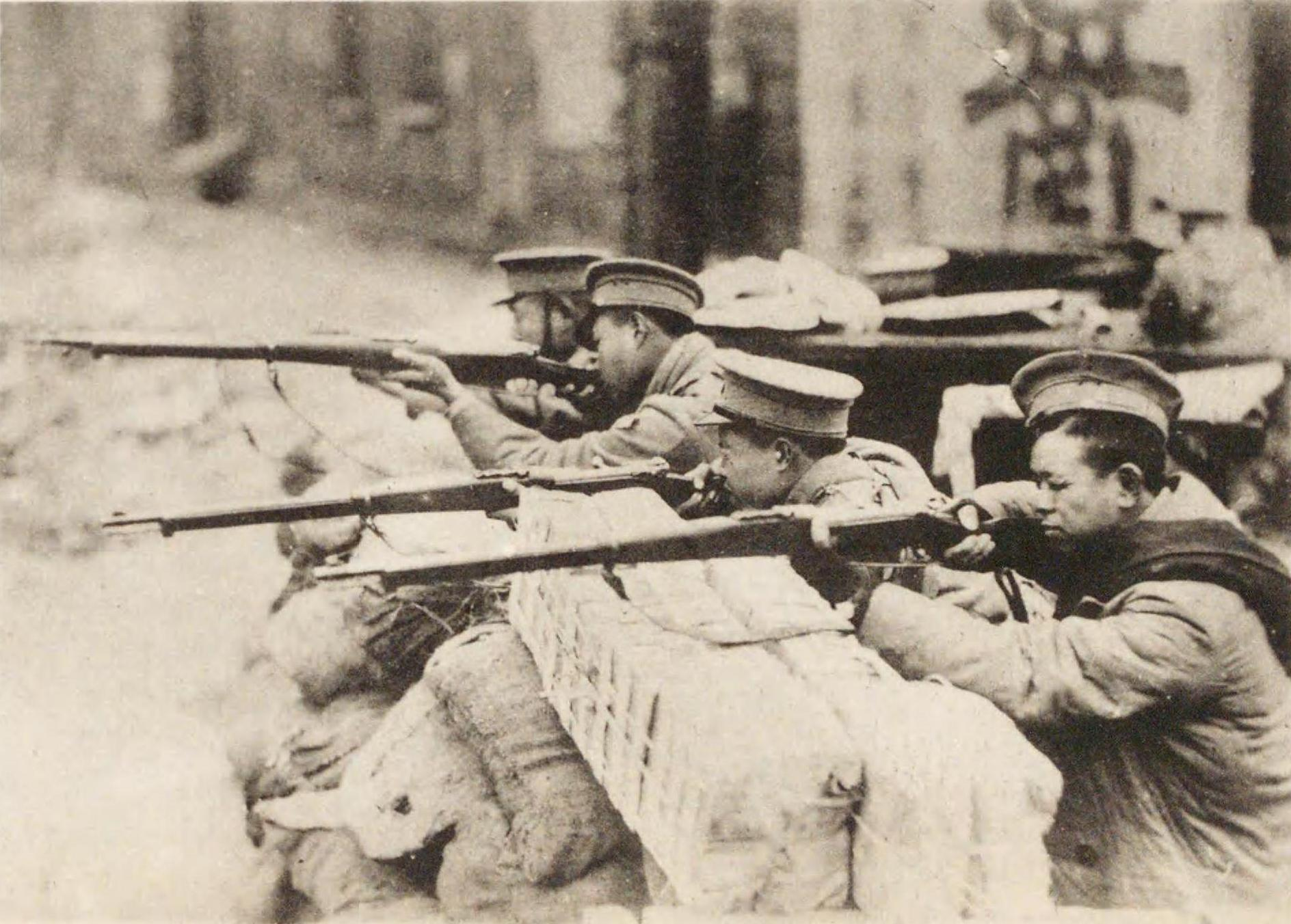
戦闘に加わる中国側憲兵

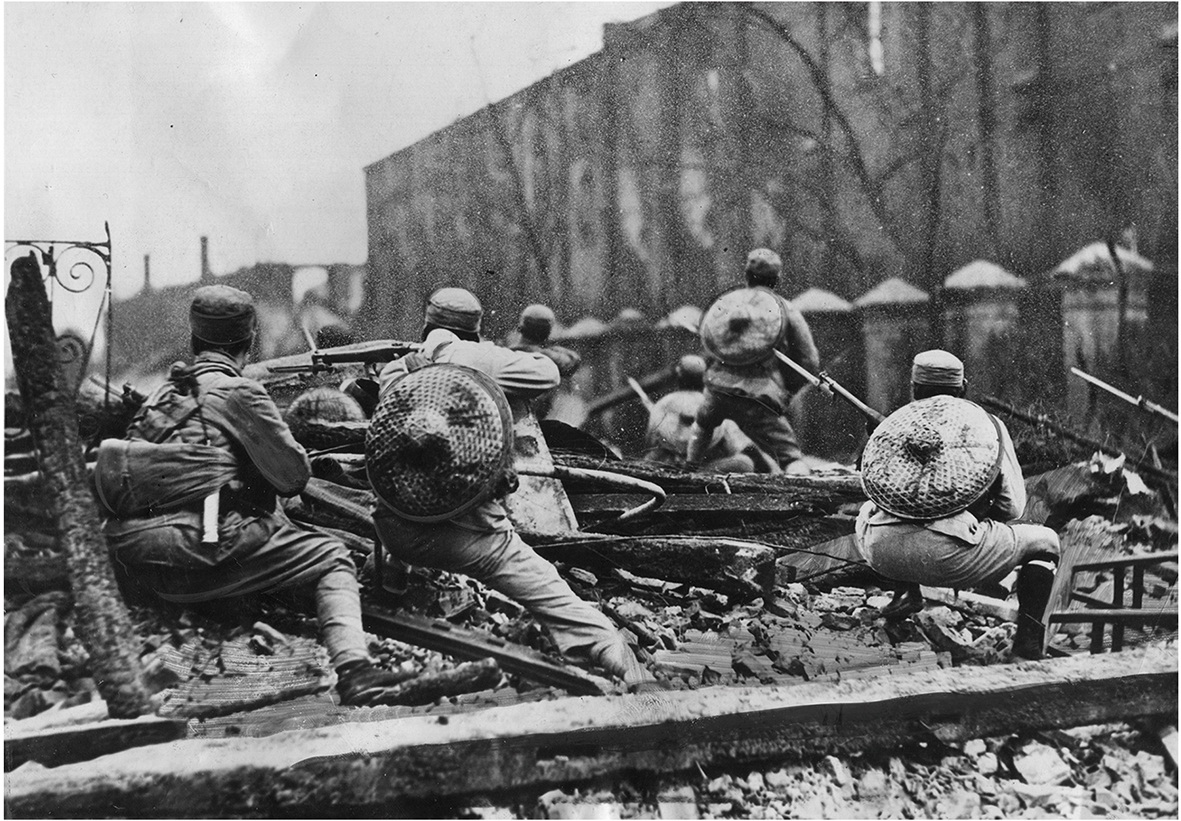
上海へ迫る第19路軍

1月28日午後、日本陸戦隊が担当区域へ移動中に第19路軍と遭遇し、戦闘が派生、翌日にかけての夜間に戦闘が続いた。大角海相の報告によれば、
したとされる。
日本の海軍省によると、日本側からの先制攻撃ではなかったことが強調されている。すなわち
としている。また、海軍省は
として正当性と訴えている。

### 戦闘の拡大

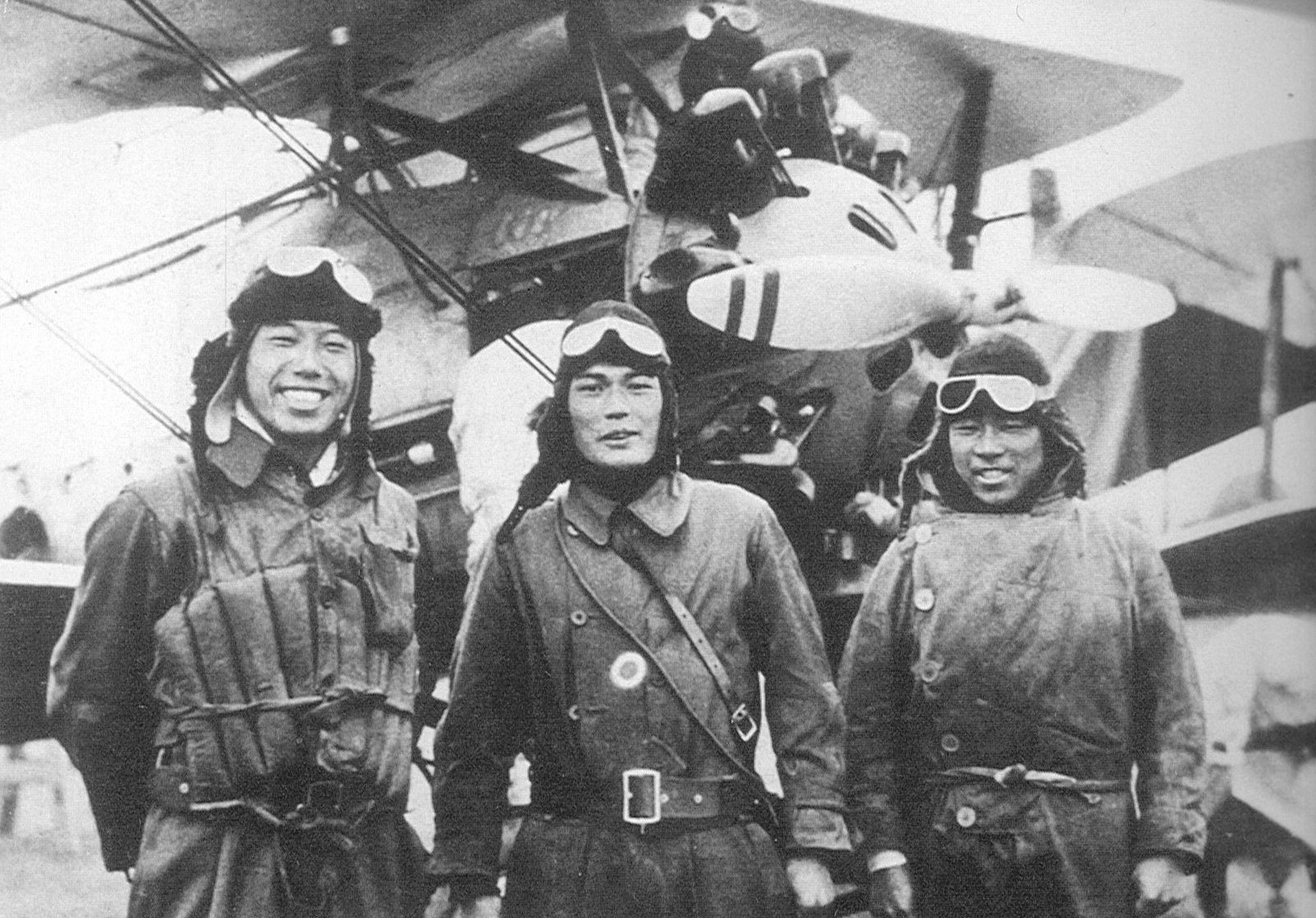
アメリカ退役軍人ロバート・ショート中尉を撃墜した加賀航空隊（1932年2月22日）

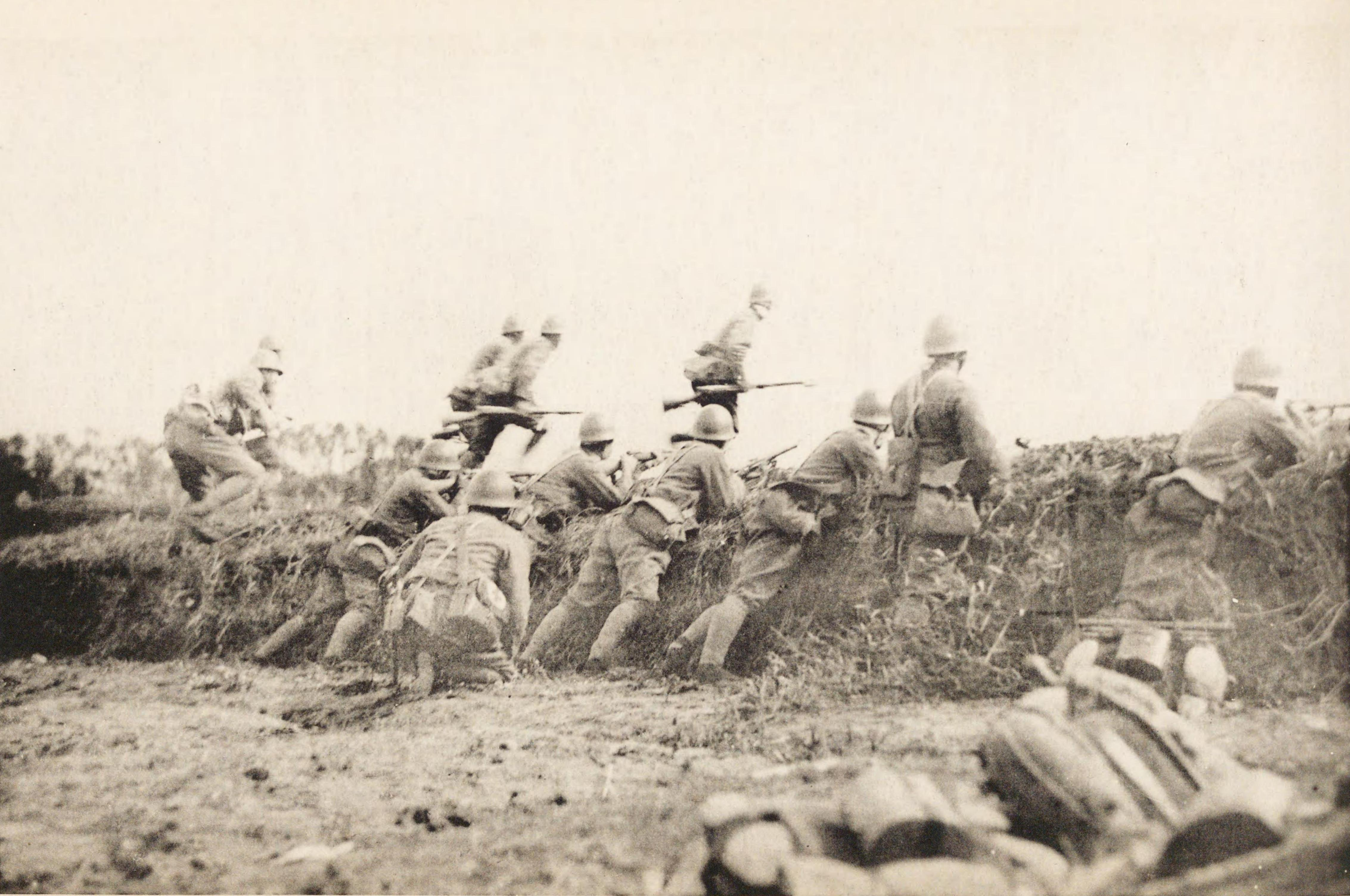
我第一線突撃に移らんとす (江灣鎭總攻撃)

軍事衝突発生を受けて、日本海軍は第3艦隊（司令長官：野村吉三郎中将）の巡洋艦7隻（平戸、天龍、対馬、那珂、阿武隈、由良、夕張）、駆逐艦20隻、航空母艦2隻（加賀・鳳翔）及び陸戦隊約7,000人を上海に派遣することとして、これが1月31日に到着する。更に、大角海相の協力依頼を受けた荒木陸相は陸軍の派遣を決断、2月2日に金沢第9師団（師団長植田謙吉中将）及び混成第24旅団（久留米第12師団の歩兵第24旅団を基幹とする部隊）の派遣を決定した。これらの舞台は2月7日から15日にかけて順次上海へ上陸する。これに対して、国民党軍は第87師、第88師、税警団、教導団を第5軍（指揮官張治中）として、2月16日に上海の作戦に加わる。
2月18日に日本側の第9師団長は、更なる軍事衝突を避けるために、列国租界から中国側へ十九路軍が20キロメートル撤退すべきことを要求したが、十九路軍を率いる蔡廷鍇がこの要求を拒否したため、2月20日に日本軍は総攻撃を開始した。両軍の戦闘は激烈を極め、日本軍は大隊長空閑昇陸軍少佐（陸士22期）が重傷を負い中国軍の捕虜となり南京へ連行された。また、混成第24旅団の工兵ら（肉弾三勇士）の戦死などがあった。
2月23日に日本陸軍は善通寺第11師団及び宇都宮第14師団等を以て上海派遣軍（司令官：白川義則大将、参謀長：田代皖一郎少将）を編成し上海へ派遣。3月1日に第11師団が国民党軍の背後に上陸（七了口上陸作戦）すると、十九路軍は退却を開始した。3月3日、日本軍は戦闘の中止を宣言した。
一連の戦闘を通じて、日本側の戦死者は769名、負傷2,322名。中国軍の戦死者4,086名、負傷9,484名、行方不明756名。中国側住民の死者は上海市社会局が3月6日に6,080人、負傷2,000人、行方不明1万4千人と発表した。
また、この戦闘では、日本海軍の正規空母が初めて実戦に参加した（第一次世界大戦時、青島戦に参加した水上機母艦「若宮」を「空母」と見なさない場合）。米軍は日華両陣営の先頭に表向き中立を装いつつ、2月上旬には最新型戦闘機ボーイング218X66Wを提供、ロバート・ショート中尉をはじめとする米軍退役軍人が支援する。2月22日、ショート中尉が中華民国側のパイロットとして搭乗したボーイング218と、加賀航空隊搭乗の三式艦上戦闘機3機が上海上空で交戦。日本は3機がかりでボーイング機を撃墜する。これが日本史上初の空戦となった。なお、米軍が中華民国側に加わったことは国際法違反であったことから日本は抗議を行い、米国側は、ショートら民間人が行った行為であるとしつつ、中華民国は治外法権によりアメリカの司法権が及ぶところであるので、アメリカ陸軍予備役規定により外国の軍務に服する者はその資格が剥奪されるとともに禁錮3年または罰金1,000ドルの刑に該当する旨の回答をした。
また、戦闘開始後に日本人居留民の間で自警団が組織され、銃や刀で武装し検問が実施された。彼らは便衣隊狩りの名目で中国人住人を捕まえて陸戦隊に引き渡したり、自ら監禁・処刑するなどの行動に出た。海軍軍令部はその状況を、「長期の排日・抗日に因りて激昂動揺せる在留邦人は、更に便衣隊に対する不安の為に益平静を失い、遂に恐慌状態となり、流言頻々として底止する処を知らず、初め自警団を組織して便衣隊に備えたりしたが、其の行為常軌を失し、便衣隊以外の支那人をも之を惨殺するの傾向を現出し、且陸戦隊にありても、居留民の言を信じて過てる処分を行う者を生じたる」と記録している。重光葵公使は2月2日付で芳沢謙吉外相に宛てて、「彼らの行動は、便衣隊に対する恐怖と共にあたかも大地震当時の自警団の朝鮮人に対する態度と同様なるものがあり、支那人に対して便衣隊の嫌疑をもって処刑せられたるもの数百に達するもののごとく、中には外国人も混入し居り将来の面倒なる事態を予想せしむ、ために支那人外国人は恐怖状態にあり。」と書いている。

### 参加兵力

#### 日本軍
- 陸軍
  - 上海派遣軍
    - 第9師団
    - 第11師団
    - 第14師団
    - 混成第24旅団

- 海軍

- - 第二艦隊
  - 第三艦隊
    - 直属：出雲・能登呂・上海特別陸戦隊
    - 第一遣外艦隊
      - 防護巡洋艦：平戸、対馬
      - 軽巡洋艦：天龍
      - 装甲巡洋艦：常磐
      - 駆逐艦：浦風、桃・樫・檜・柳
      - 砲艦：安宅、宇治、伏見・隅田・勢多・比良・保津・堅田・鳥羽・熱海・二見

    - 第二遣外艦隊
      - 軽巡洋艦：球磨
      - 装甲巡洋艦：八雲
      - 駆逐艦：若竹・呉竹・早苗・早蕨、朝顔・夕顔・芙蓉・刈萱

    - 第3戦隊：那珂・阿武隈・由良
    - 第1水雷戦隊
      - 軽巡洋艦：夕張
      - 第22駆逐隊：皐月・水無月・文月・長月
      - 第23駆逐隊：菊月・三日月・望月・夕月
      - 第30駆逐隊：睦月・如月・弥生・卯月

    - 第1航空戦隊：加賀、鳳翔
      - 第2駆逐隊：峯風、澤風、矢風、沖風

#### 中国軍
- 第19路軍
- 第5軍

## 停戦協定
事変勃発翌日の1月29日、中華民国は国際連盟に提訴。英仏も抗議を行うが、日本は華軍の撃破を優先して取り合わず、戦闘を継続する。23日には連盟理事会が中止勧告を出すが、日本は芳澤謙吉外相名で、事変の原因は中国人の日本人に対する暴動にあること、『民國日報』不敬記事事件に代表されるように、その背後には中華民国の意向があることを挙げて反駁し、出兵の正当性を訴える。
その後、3月3日に戦闘が日本の優位に終わったのを受けて停戦が成立し、3月24日より、英国の仲介にて和平交渉が行われ、5月5日、日本軍の撤退および中国軍の駐兵制限区域（浦東・蘇州河南岸）を定めた停戦協定が成立した（上海停戦協定）。
停戦交渉中の4月29日に上海日本人街の虹口公園で行われた天長節祝賀式典に際して、朝鮮人の尹奉吉が爆弾を爆発させて白川大将、河端貞次上海日本人居留民団行政委員長が死亡し、野村吉三郎中将、植田謙吉中将、村井倉松総領事、重光公使らが重傷を負った（上海天長節爆弾事件）。
1935年には上海共同租界内で中山水兵射殺事件が起きた。当時の日本の新聞は「日本を利用して蔣介石政権の転覆を図ろうとする勢力によって起こされた」としている。1936年にも日本水兵射殺事件が引き起こされた。
1937年には大山勇夫海軍中尉（当時）殺害事件が起き、それに続く中華民国政府軍による上海攻撃により第二次上海事変が勃発、日華両軍は全面戦争に突入することとなる。